# Gospel Hits
Gospel Hits utkom 1979 och är ett album av den kristna gruppen Samuelsons. 

## Låtlista
1. Let Me Be There
2. If That isn't Love
3. I've Got Confidence
4. You're My World
5. It is No Secret
6. Put Your Hand in the Hand
7. The Lighthouse
8. What a Song
9. Because He Lives
10. Jesus Here Am I, Send Me
11. Give Them All to Jesus
12. How Great Thou Art
13. Gospel Ship
14. King Jesus